# Littleton (Virgínia de l'Oest)
Littleton és una població dels Estats Units a l'estat de Virgínia de l'Oest. Segons el cens del 2000 tenia 207 habitants.

## Demografia
Segons el cens del 2000, Littleton tenia 207 habitants, 73 habitatges, i 48 famílies. La densitat de població era de 444 habitants per km².
Dels 73 habitatges en un 37% hi vivien nens de menys de 18 anys, en un 37% hi vivien parelles casades, en un 16,4% dones solteres, i en un 32,9% no eren unitats familiars. En el 30,1% dels habitatges hi vivien persones soles el 16,4% de les quals corresponia a persones de 65 anys o més que vivien soles. El nombre mitjà de persones vivint en cada habitatge era de 2,84 i el nombre mitjà de persones que vivien en cada família era de 3,41.
Per edats la població es repartia de la següent manera: un 35,7% tenia menys de 18 anys, un 8,7% entre 18 i 24, un 26,6% entre 25 i 44, un 15,9% de 45 a 60 i un 13% 65 anys o més.
L'edat mediana era de 30 anys. Per cada 100 dones de 18 o més anys hi havia 95,6 homes.
La renda mediana per habitatge era de 15.714 $ i la renda mediana per família de 15.469 $. Els homes tenien una renda mediana de 20.417 $ mentre que les dones 22.500 $. La renda per capita de la població era de 6.036 $. Entorn del 52,7% de les famílies i el 64,6% de la població estaven per davall del llindar de pobresa.

## Poblacions més properes
El següent diagrama mostra les poblacions més properes.